# Davy Crockett
David Crockett (ur. 17 sierpnia 1786, zm. 6 marca 1836) – amerykański polityk, żołnierz i pionier.

## Życiorys
Urodził się w pobliżu dzisiejszego Rogersville w Tennessee, a wychował się w lasach Appalachów. Zdobył słabe wykształcenie. Wstąpił do milicji stanu Tennessee i podczas tzw. Creek War walczył pod dowództwem Andrew Jacksona (1813). Dzięki swoim zasługom militarnym zdobył w swoim stanie pewną sławę. Został wybrany na tzw. sędziego pokoju i w 1821 r. został wybrany do stanowej legislatury.
Po dwóch kadencjach został wybrany do Izby Reprezentantów Stanów Zjednoczonych z ramienia demokratów. Początkowo popierał demokratów Jacksona, ale później doszło między nimi do rozłamu. Kosztowało go to przegranie reelekcji w 1830 r.
W dwa lata później został jednak ponownie wybrany, tym razem jako przedstawiciel amerykańskiej Partii Wigów. Z ramienia tej partii był potencjalnym pretendentem na stanowisko prezydenta USA, jako ewentualny kontrkandydat Martina Van Burena, protegowanego Jacksona. W reelekcji w 1834 r. Crockett doznał porażki. Zniechęcony do polityki swojego stanu wypowiedział słynne słowa Możecie iść wszyscy do piekła, ja idę do Teksasu.
Przenosiny do Teksasu w 1835 r. były spowodowane chęcią ożywienia swojej politycznej kariery. Razem z grupą swoich znajomych dołączył do pułkownika Williama B. Travisa i wziął udział w obronie Alamo w czasie oblężenia w lutym i marcu 1836 r. przez oddziały meksykańskie dowodzone przez Antonia Lopeza de Santa Annę. Zachowany dziennik pułkownika Travisa potwierdza niezwykłe bohaterstwo Crocketta.
6 marca 1836 r. Alamo zostało zdobyte. Okoliczności jego śmierci nie są do końca jasne. Bardziej popularna wersja mówi o śmierci w trakcie walki. Niektóre źródła podają jednak, że był on jednym z pięciu lub sześciu ocalałych obrońców, którzy dostali się do niewoli i z rozkazu Santa Anny zostali zabici (zakłuci bagnetami lub rozstrzelani – opisy różnią się pod tym względem).

## W kulturze i tradycji
Davy (Davey) Crockett jest jedną z powszechnie znanych postaci w USA. Jako bohater legendarnych, częściowo nieprawdziwych wyczynów, stał się bohaterem ludowym (ang. folk hero). Jeszcze za swego życia wydawał z wielkim sukcesem almanach, który wiele dodał do jego popularnego heroicznego wyobrażenia.
Davy Crockett stał się bohaterem filmowym już w erze kina niemego, gdy w 1915 roku Joseph A. Golden, a następnie w 1916 roku William Desmond Taylor nakręcili o nim filmy, obydwa pod tymi samymi tytułami: Davy Crockett.
W latach 50. wytwórnia Disneya uczyniła z niego bohatera serialu telewizyjnego, propagując jego postać wśród młodych widzów.
Jego prawdziwe i fikcyjne przygody (w legendach ludowych czasami są przesadzone aż do śmieszności) zostały opisane, m.in. w następujących książkach:
- James Kirke Paulding. The Lion of the West. (1930) Sztuka teatralna.
- Davy Crockett. A Narrative of the Life of David Crockett of the State of Tennessee. (1834)
- Davy Crockett. Sketches and Eccentricities of Colonel David Crockett of West Tennessee[7]
- Redaktor Michael A. Lafaro. Davy Crockett: The Man, The Legend, The Legacy, 1786–1986. (1986)
- James A. Shackford. David Crockett: The Man and the Legend. (1986)